# Felip Puig i Godes
Felip Puig i Godes (Barcelona, 11 d'octubre de 1958) és enginyer civil i polític català.
Membre de Convergència Democràtica de Catalunya (CDC), va ser diputat al Parlament de Catalunya. Al Govern de Catalunya va ser conseller de Medi Ambient (1999–2001), de Política Territorial i Obres Públiques (2001–2003), d'Interior (2010-2012) i d'Empresa i Ocupació (2012-2016).

## Biografia
Va estudiar a l'Escola Costa i Llobera del barri de Sarrià de Barcelona, on coincidí amb Jordi Pujol i Ferrussola. És enginyer de camins, canals i ports per la Universitat Politècnica de Catalunya i llicenciat en Administració d'Empreses per la Universitat Politècnica de Madrid.
El 1976 va entrar a la militància de Convergència Democràtica de Catalunya i va iniciar la seva carrera política a l'Ajuntament de Parets del Vallès, del qual fou regidor entre 1987 i 1991. El 1988 va ser conseller comarcal del Vallès Oriental.
Exercí la professió d'enginyer fins a l'any 1988, quan va ser nomenat director general de Serveis Comunitaris del Departament de Benestar Social (1988-1992). Va ser conseller delegat (1988-1992) i president (1988-1996) del Consell d'Administració d'ADIGSA, empresa pública de la Generalitat.
Durant aquest període va col·laborar amb l'àrea de política municipal de la Secretaria d'Organització de CDC i de l'Associació Catalana de Municipis i Comarques.
Entre 1992 i 1996 va ser el secretari general de Benestar Social de la Generalitat, durant l'etapa del conseller Antoni Comas.
A nivell del partit, va ser secretari d'Organització de Convergència Democràtica de Catalunya (1996-1999).
El 1999 va ser nomenat conseller de Medi Ambient de la Generalitat pel president Jordi Pujol. El 2001 va ser nomenat conseller de Política Territorial i Obres Públiques, càrrec que va exercir fins al 2003.
Entre 2003 i 2007 va ser el portaveu de Grup Parlamentari de Convergència i Unió (CiU) al Parlament de Catalunya.
A CDC formà part del Comitè Executiu Nacional on el 2007 va ser escollit secretari general adjunt. A CiU va ser membre de la Comissió Executiva Nacional.
El president de la Generalitat, Artur Mas, el va nomenar membre del seu primer govern per a dirigir la Conselleria d'Interior, que assumí de 2010 fins al 2012. El 2012 passà a ocupar el Departament d'Empresa i Ocupació fins a l'any 2016.

## Polèmiques

### Esfondrament del Carmel
Felip Puig fou relacionat amb l'esfondrament del túnel de metro del Carmel del 27 de gener de 2005, fet que es va produir al cap de poc d'haver entrat el govern de Pasqual Maragall, ja que l'adjudicació de les obres s'havia decidit sota la seva direcció a la Conselleria de Política Territorial i Obres Públiques.

### L'afer del "3%"
Puig, que va arribar a copar fins a 41 càrrecs consecutivament, va estar al centre de la tempesta política generada pel president Pasqual Maragall a l'hemicicle el març del 2005, quan aquest va denunciar que el problema de CiU "era el 3%". La xifra es referia al presumpte cobrament de comissions il·legals a ADIGSA, que depenia del departament controlat per Puig. Puig no va ser imputat, tot i que sí alguns càrrecs de la seva confiança, en un procés en què els constructors varen declarar que la trama corrupta va arribar a tarifar comissions de fins al 20%.

### Càrrega policial a Plaça de Catalunya (2011)

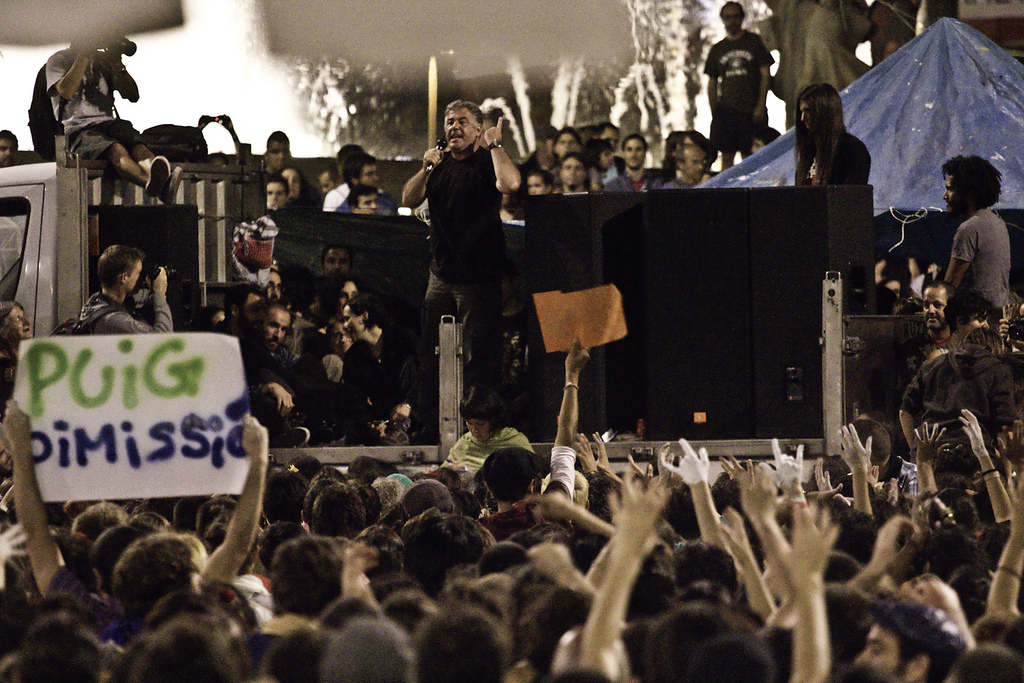
Assemblea de l'Acampada BCN del 27 de maig de 2011 a plaça de Catalunya. A una pancarta s'hi pot llegir "Puig Dimissió".

Arran de l'elecció d'Artur Mas com a president de la Generalitat de Catalunya, Puig fou nomenat conseller d'Interior a finals del 2010. Una de les primeres actuacions notòries com a conseller responsable de les actuacions dels Mossos d'Esquadra va ser la càrrega policial el matí del divendres 27 de maig del 2011 contra la "protesta dels indignats" que estaven acampats a la plaça de Catalunya des d'abans de les eleccions municipals del dia 22, quan les forces policials van carregar contra els acampats reunits. L'argument utilitzat per desallotjar tot el material de la plaça, era facilitar la neteja de la plaça d'objectes inflamables i contundents per evitar possibles interaccions perjudicials durant les possibles celebracions a la propera Rambla de Canaletes si el Barça guanyava la final de la Lliga de Campions del dissabte 28, ja que els acampats impedien, tot i que de manera pacífica, la sortida dels camions de neteja. El desplegament policíac, que va comptar amb agents del cos d'antiavalots de la Guàrdia Urbana (UPAS), que es limitaren a contenir els manifestants, i l'Àrea Regional de Recursos Operatius (ARRO) i l'Àrea de Brigada Mòbil (BRIMO) dels Mossos d'Esquadra, com a força repressiva, va ser molt qüestionat per l'ús de la força contra un col·lectiu que es va limitar a utilitzar la resistència pacífica (centenars de persones assegudes a terra) com a mètode per oposar-se al desallotjament. Es van produir escenes d'agressions contra les persones que es trobaven a la plaça, inclosos periodistes i reportes gràfics.
El resultat final de l'operació va resultar en 84 acampats i 37 mossos ferits; i hi van participar durant més de sis hores 300 mossos antiavalots i 100 guàrdies urbans. Un cop els manifestants van ser desallotjats, la BRIMO s'emportà tot el material utilitzant els furgons del servei de neteja municipals: ordinadors, menjar i tendes. La plaça va ser reocupada i la resistència pacífica del gran volum de gent va aconseguir fer marxar als Mossos de la Brigada Mòbil i va permetre prosseguir amb la manifestació. Al vespre, plaça de Catalunya, centre neuràlgic de les protestes, es va emplenar més que mai per celebrar una assemblea i la cassolada. Totes les denúncies per agressions pels cossos policials relacionades amb el desallotjament de la plaça de Catalunya van ser arxivades mesos després.
Els portaveus parlamentaris del PPC, ICV, ERC, PSC i SI van reclamar que el conseller donés explicacions sobre l'actuació al Parlament de Catalunya i el Síndic de Greuges obrí d'ofici una investigació. Més de 75.000 persones van demanar la seva dimissió "fulminant" a través de la xarxa, que es va omplir de fotografies i vídeos que mostraven la brutalitat de la càrrega policial. El 29 de maig, l'Acampada Sol de Madrid va decidir denunciar Puig per la violència de l'actuació policial.

### Càrrega policial del 14 de novembre de 2012
Una altra vegada durant la manifestació i vaga del 14 de novembre de 2012, que es produí en contra de les retallades i aplegà un nombre considerable de participants, l'actuació de la policia va ser polèmica, particularment a Tarragona. Resultà així en 30 detinguts i 29 ferits. Entre aquests darrers Ester Quintana acabà ferida a un ull (i perdé la vista amb aquest), un menor fou lesionat al cap i hagué de rebre-hi quatre punts de sutura i fins i tot un mosso d'esquadra arribà a ser atropellat per una furgoneta del mateix cos autonòmic. Una noia que acompanyava gent gran també va ser colpejada. A més del menor, també reberen colps la gent que el volia protegir; més tard Felip Puig justificà aquells actes afirmant que els grups sovint "no són per protegir ningú, sinó per continuar fent accions violentes"
A conseqüència de l'absència de reprovació, i fins i tot arran de la justificació, de l'onada repressiva policíaca per Felip Puig, diversos partits polítics com ara Solidaritat Catalana per la Independència, ICV-EUiA i el PSC demanaren la dimissió del conseller l'endemà dels fets.
El dia 3 de novembre va comparèixer davant la diputació permanent del Parlament per donar explicacions sobre el dispositiu del 14-N tot negant que s'hagués disparat cap pilota de goma a Barcelona ni cap mena de projectil a la zona on va resultar ferida la manifestant que va perdre un ull. Tres dies després el mateix Director General de la Policia, Manel Prat i Peláez, contradeia el conseller en anunciar una investigació interna, arran de la difusió massiva a les xarxes socials d'un vídeo on un agent antiavalots dispara una arma tipus llançadora en aquella mateixa zona. El vídeo havia estat publicat a YouTube el 16 de novembre, dos dies després de la vaga general i disset dies abans de la compareixença del conseller en funcions. A banda del ressò mediàtic i social, els partits amb representació parlamentària ICV-EUiA i PSC van demanar novament la dimissió de Puig el mateix dia 7 de desembre.